# بلو دانوب (گروه موسیقی)
بلو دانوب (به انگلیسی: Blue Danube) گروه موسیقی اتریشی است.
آن‌ها نماینده اتریش در یوروویژن ۱۹۸۰ بودند.